# Kennett (Misuri)
Kennett es una ciudad ubicada en el condado de Dunklin en el estado estadounidense de Misuri. En el Censo de 2010 tenía una población de 10932 habitantes y una densidad poblacional de 606,36 personas por km².

## Geografía
Kennett se encuentra ubicada en las coordenadas 36°14′25″N 90°2′51″O / 36.24028, -90.04750. Según la Oficina del Censo de los Estados Unidos, Kennett tiene una superficie total de 18.03 km², de la cual 18.02 km² corresponden a tierra firme y (0.04%) 0.01 km² es agua.

## Demografía
Según el censo de 2010, había 10932 personas residiendo en Kennett. La densidad de población era de 606,36 hab./km². De los 10932 habitantes, Kennett estaba compuesto por el 80.06% blancos, el 16.15% eran afroamericanos, el 0.22% eran amerindios, el 0.58% eran asiáticos, el 0.06% eran isleños del Pacífico, el 1.26% eran de otras razas y el 1.66% pertenecían a dos o más razas. Del total de la población el 3.55% eran hispanos o latinos de cualquier raza.

## Personas célebres
- Sheryl Crow - Cantante y compositora.
- David Nail - Cantante de música country.
- Trent Tomlinson - Cantante de música country, nacido en Blytheville, Arkansas pero criado en Kennett.